# Operophtera brunnescens
Operophtera brunnescens är en fjärilsart som beskrevs av Barend J. Lempke 1969. Operophtera brunnescens ingår i släktet Operophtera och familjen mätare. Inga underarter finns listade i Catalogue of Life.